# Gouvernement Ntsay II
Pour les articles homonymes, voir Gouvernement Ntsay.
IVe République
Ntsay I Ntsay III
Le Gouvernement Ntsay II est l'exécutif de Madagascar de janvier à juillet 2019. Il est dirigé par le Premier ministre Christian Ntsay, haut fonctionnaire nommé le 4 juin 2018 chef d'un gouvernement d'union par le président de la République Hery Rajaonarimampianina et reconduit en janvier 2019 par le président Andry Rajoelina  élu le 19 décembre 2018 et maintenu en fonction après les élections législatives tenues le 27 mars 2019.

## Composition
Le 24 janvier 2019, le gouvernement nommé suivant la liste suivante :
- Ministre de la Défense nationale : général de corps d’armée Léon Jean Richard Rakotonirina
- Ministre des Affaires étrangères : Naina Andriantsitohaina
- Garde des Sceaux, Ministre de la Justice : Jacques Randrianasolo
- Ministre de l'Économie et des Finances : Richard Randriamandrato
- Ministre de l’Intérieur et de la Décentralisation : Tianarivelo Razafimahefa
- Ministre de la Sécurité publique : Contrôleur général de police Roger Rafanomezantsoa
- Ministre de l’Aménagement du territoire, de l'Habitat et des Travaux Publics : Hajo Andrianainarivelo
- Ministre de l’Éducation nationale et de l'Enseignement Technique et Professionnel  : Mme Marie Thérèse Volahaingo
- Ministre de la Santé publique : Professeur Julio Rakotonirina
- Ministre de l’Agriculture et de l’Élevage et de la Pêche : Fanomezantsoa Lucien Ranarivelo
- Ministre de l’Énergie, de l'Eau et des Hydrocarbures : Vonjy Andriamanga
- Ministre des Mines et des Ressources stratégiques : Fidiniavo Ravokatra
- Ministre des Transports, du Tourisme et de la Météorologie : Joël Randriamandranto
- Ministre du Travail, de l'Emploi, de la Fonction Publique et des Lois Sociales : Mme Gisèle Ranampy
- Ministre de l’Enseignement Supérieur et de la Recherche Scientifique : Professeure Madeleine Félicitée Rejo-Fienena
- Ministre de l’Industrie, du Commerce, et de l'Artisanat : Mme Lantosoa Rakotomalala
- Ministre de l’Environnement et du Développement durable : Alexandre Georget
- Ministre des Postes, des Télécommunications et du Développement numérique : Christian Ramarolahy
- Ministre de la Population, de la Protection sociale et de la Promotion de la Femme : Mme Irmah Naharimamy
- Ministre de la Jeunesse et des Sports : Roberto Tinoka
- Ministre de la Communication et de la Culture : Mme Lalatiana Andriatongarivo Rakotondrazafy
- Secrétaire d’État auprès du ministère de la Défense nationale chargé de la Gendarmerie : général de division Richard Ravalomanana